# Stoosbahn
Stoosbahn, hay còn được gọi là tuyến đường sắt leo núi Schwyz–Stoos hoặc Standseilbahn Schwyz–Stoos, là một tuyến đường sắt leo núi ở bang Schwyz, Thụy Sĩ. Tuyến này xuất phát từ một nhà ga thung lũng gần thành phố Schwyz đến khu nghỉ dưỡng trên núi tại làng Stoos. Trên quãng đường dài 1,7 km, đoàn tàu sẽ vượt qua sự chênh lệch độ cao 744 mét. Stoosbahn chính thức khai trương vào ngày 15 tháng 12 năm 2017, thay thế cho tuyến đường sắt leo núi Schwyz–Stoos cũ, vốn hoạt động từ năm 1933 ở một lộ trình khác. Các toa tàu có thiết kế hình trụ với khả năng tự xoay tròn, cho phép hành khách giữ thăng bằng và di chuyển lên núi dốc tới 47,7 độ. Việc xây dựng Stoosbahn kéo dài tới 5 năm và tiêu tốn 52 triệu franc Thụy Sĩ.
Tuyến đường mới có độ dốc tối đa lên tới 110% (47,7°), đây là tuyến đường sắt leo núi dốc nhất ở Thụy Sĩ và châu Âu, vượt qua Gelmerbahn. Vì điều này, Stoosbahn trở thành tuyến đường sắt leo núi dốc nhất thế giới, trong khi tuyến cáp treo Schilthorn đang nắm giữ kỷ lục về tuyến cáp treo dốc nhất thế giới kể từ năm 2024.

## Thông số kỹ thuật
- 4 toa xe[5]
- Tổng sức chứa: 136 hành khách[6]
  - Sức chứa hành khách: 34 người（1 toa xe[5]

## Hình ảnh
Nhà ga

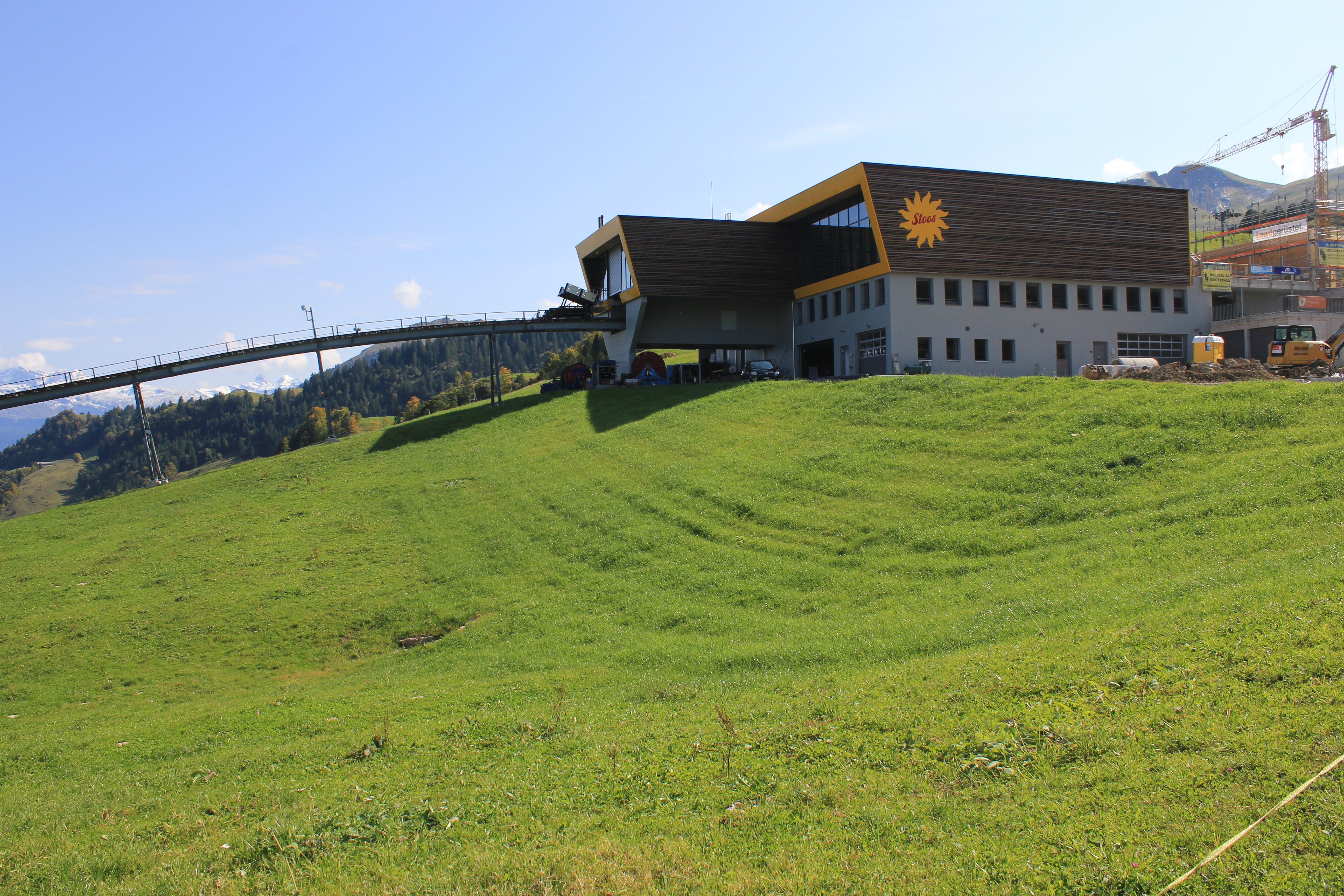
Nhà ga Stoos nằm trên đỉnh núi
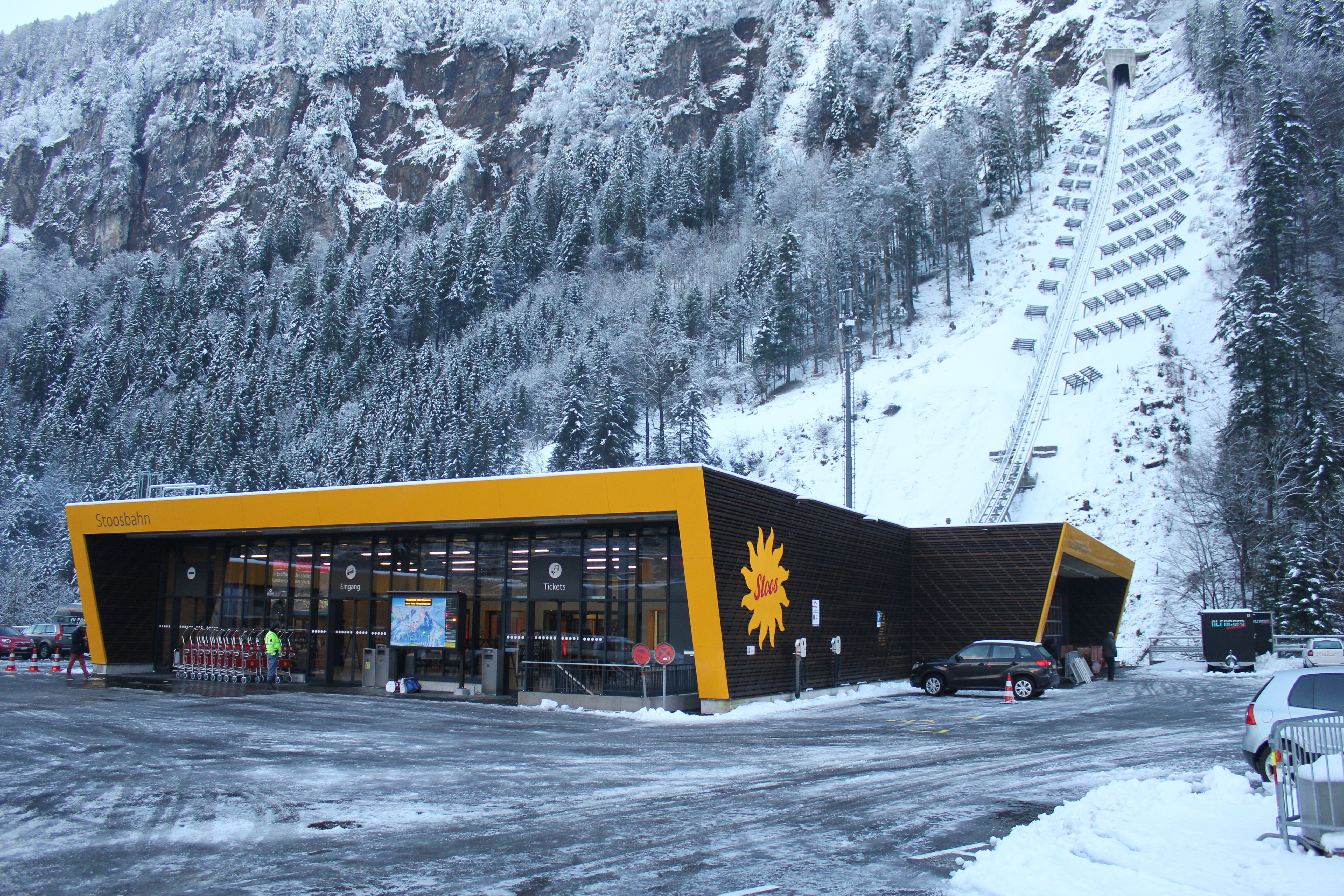
Nhà ga Schlattli nằm dưới chân núi

Tuyến đường sắt

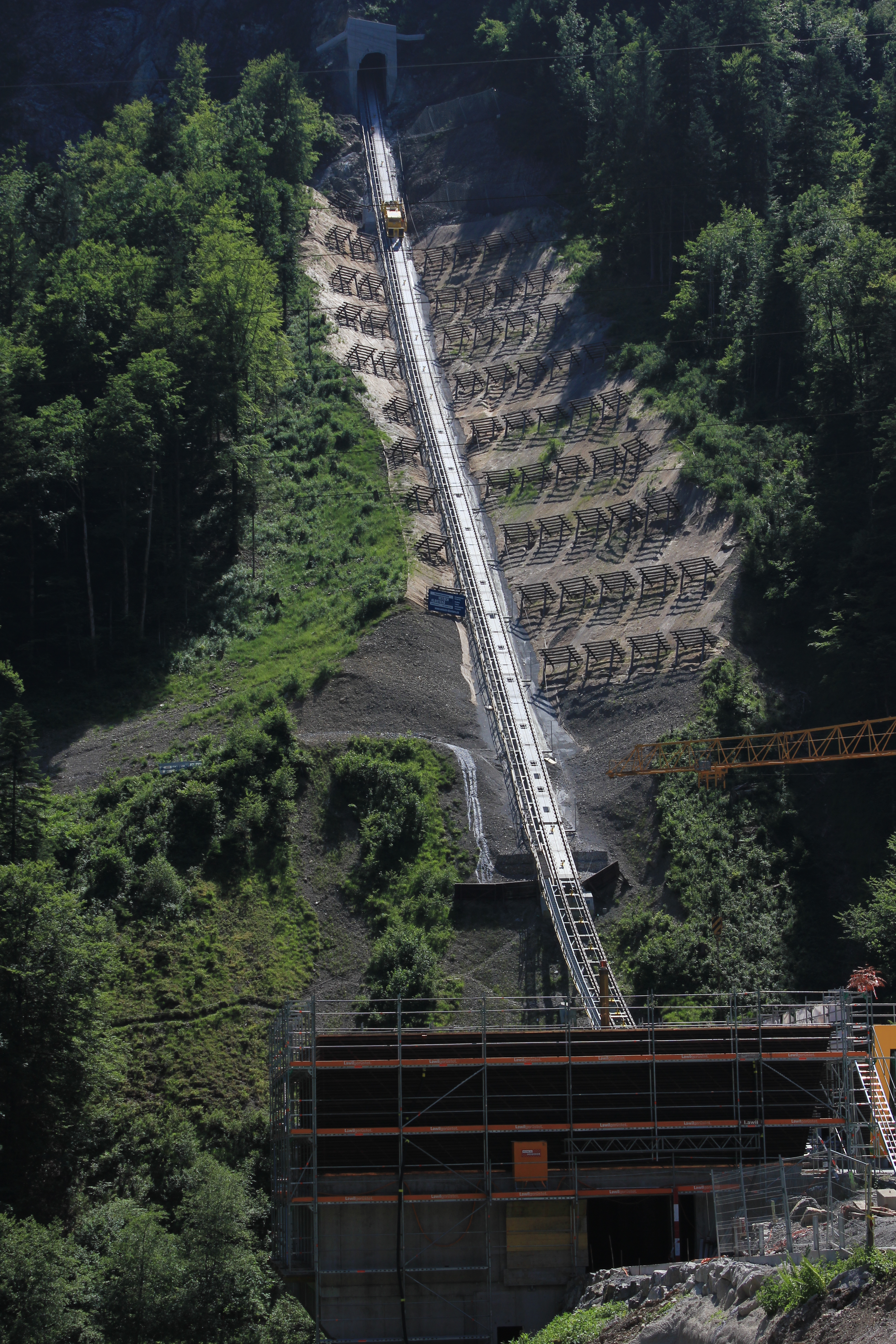
Đoạn đường dốc
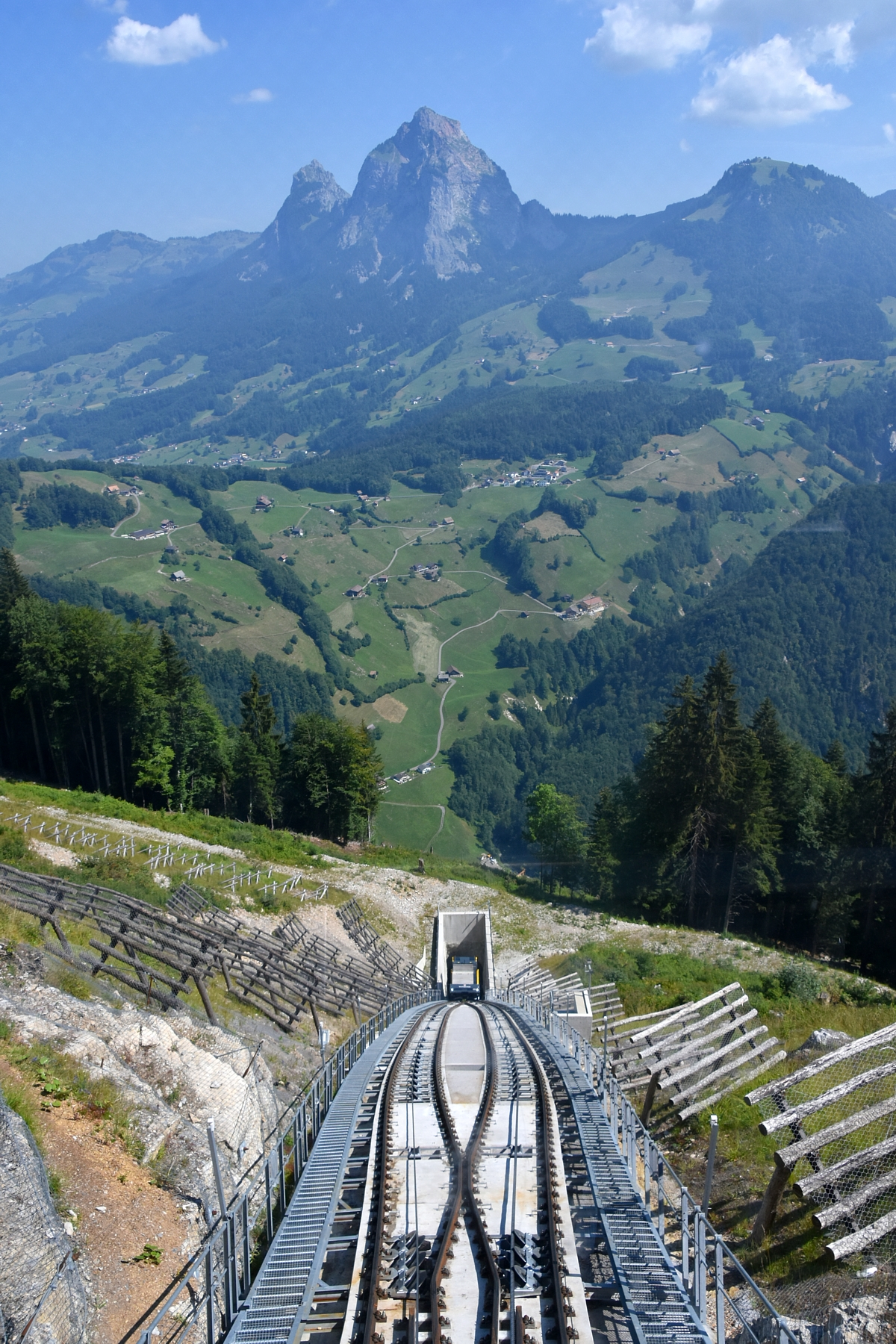
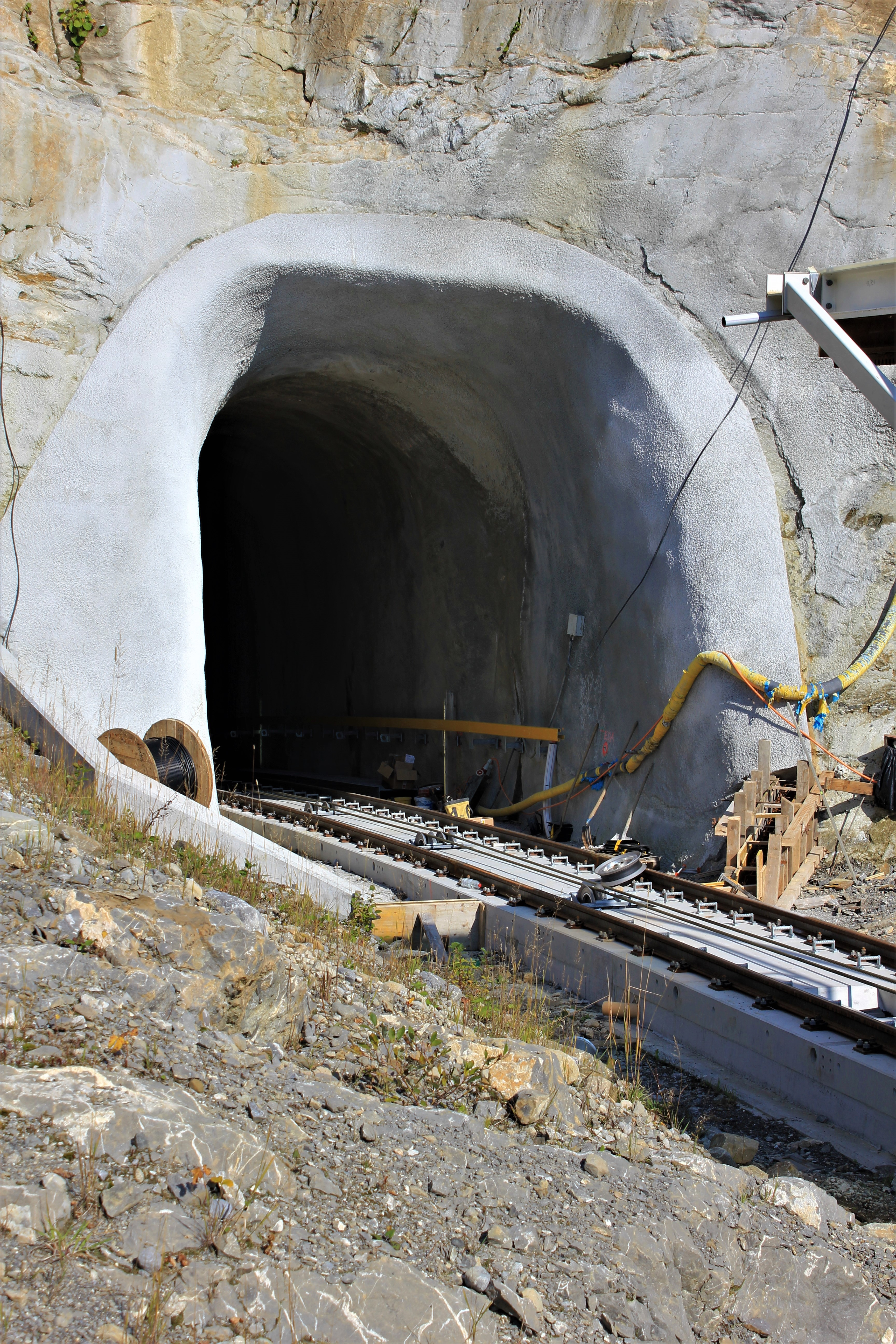
Đường hầm